# Dương Tân
Dương Tân (giản thể: 阳新县; phồn thể: 陽新縣; bính âm: Yángxīn Xiàn) là một huyện thuộc địa cấp thị Hoàng Thạch, tỉnh Hồ Bắc, Trung Quốc. Huyện chiếm một nửa diện tích phía nam của toàn địa khu và có ranh giới với tỉnh Giang Tây ở phía nam. Trường Giang chảy qua ranh giới phía đông của huyện.

### Trấn
| - Phú Trì (富池镇) - Hoàng Tảng Khẩu (黄颡口镇) - Vi Nguyên Khẩu (韦源口镇) - Thái Tử (太子镇) - Thái Vương (大王镇) - Đào Cảng (陶港镇) - Bạch Sa (白沙镇) - Phù Đồ (浮屠镇) | - Tam Khê (三溪镇) - Vương Anh (王英镇) - Long Cảng (龙港镇) - Dương Cảng (洋港镇) - Bài Thị (排市镇) - Mộc Cảng (木港镇) - Phong Lâm (枫林镇) - Hưng Quốc (兴国镇) |

### Khác
- Khu khai phát kinh tế Kim Hải (金海煤炭开发区)
- Nông trường Quân Khẩn (khu quản lý Lô Châu) [军垦农场（率洲管理区）]
- Nông trường Tống Hiệp (khu quản lý) [综合农场（管理区）]
- Nông trường Bán Bích Sơn (khu quản lý) [半壁山农场（管理区）]
- Nông trường Kinh Đầu Sơn [荆头山农场（管理区）]